# (3736) Rokoske
(3736) Rokoske es un asteroide perteneciente al cinturón de asteroides, descubierto el 26 de septiembre de 1987 por Edward Bowell desde la Estación Anderson Mesa (condado de Coconino, cerca de Flagstaff, Arizona, Estados Unidos).

## Designación y nombre
Designado provisionalmente como 1987 SY3. Fue nombrado Rokoske en honor al profesor estadounidense especializado en física de estado sólido "Thomas Leo Rokoske".